# 上海路駅
座標: 北緯31度58分00秒 東経118度43分15秒 / 北緯31.966599度 東経118.720858度
上海路駅（じょうかいろえき）は中華人民共和国江蘇省南京市鼓楼区にある、南京地下鉄2号線の駅である。5号線が乗り入れ、両路線の接続駅となる予定。

## 駅構造
2号線の駅は漢中路に沿って東西方向へ延長した構造の地下2階に位置する島式ホーム駅。駅の総延長は211.4メートル、幅は21.8メートル、高さは12.66メートルで、建築面積は11,140平方メートルとなっている。5号線の駅は上海路と漢中路の交差点下方に位置し、莫愁路と上海路に沿って南北方向に伸び、既存の2号線とはT字型に接した乗換通路を形成している。地下3階の島式ホーム駅で、双柱三跨の箱型構造を採用している。総延長は346.5メートル、標準区間の幅は22.3～24.1メートルで、敷地の地形は起伏が大きく、底板の埋設深度は20.7～27メートルである。

## 歴史
- 2010年5月28日：2号線の駅として開業[2]。
- 2025年8月6日：5号線の開業により乗換駅となる[3]。

## 隣の駅
南京地下鉄
■2号線
漢中門駅 - 上海路駅 - 新街口駅
■5号線
五台山駅 - 上海路駅 - 朝天宮駅